# Bactrocera brachycera
Bactrocera brachycera är en tvåvingeart som först beskrevs av Mario Bezzi 1916.  Bactrocera brachycera ingår i släktet Bactrocera och familjen borrflugor. Inga underarter finns listade.